# تپه داروی ۲
تپه داروی ۲ مربوط به دوره اشکانیان است و در شهرستان هرسین، بخش مرکزی، دهستان شیرز، ۲ کیلومتری شمال شرق روستای چهر واقع شده و این اثر در تاریخ ۲۶ اسفند ۱۳۸۷ با شمارهٔ ثبت ۲۵۵۶۷ به‌عنوان یکی از آثار ملی ایران به ثبت رسیده است.